# Nokona
Nokona é um gênero de traça pertencente à família Brachodidae.